# Kleine langlijf
De kleine langlijf (Sphaerophoria rueppelli) is een vliegensoort uit de familie van de zweefvliegen (Syrphidae). De wetenschappelijke naam van de soort is voor het eerst geldig gepubliceerd in 1830 door Wiedemann.